# Ilirowie

Zasięg osadnictwa Ilirów przed podbojem rzymskim

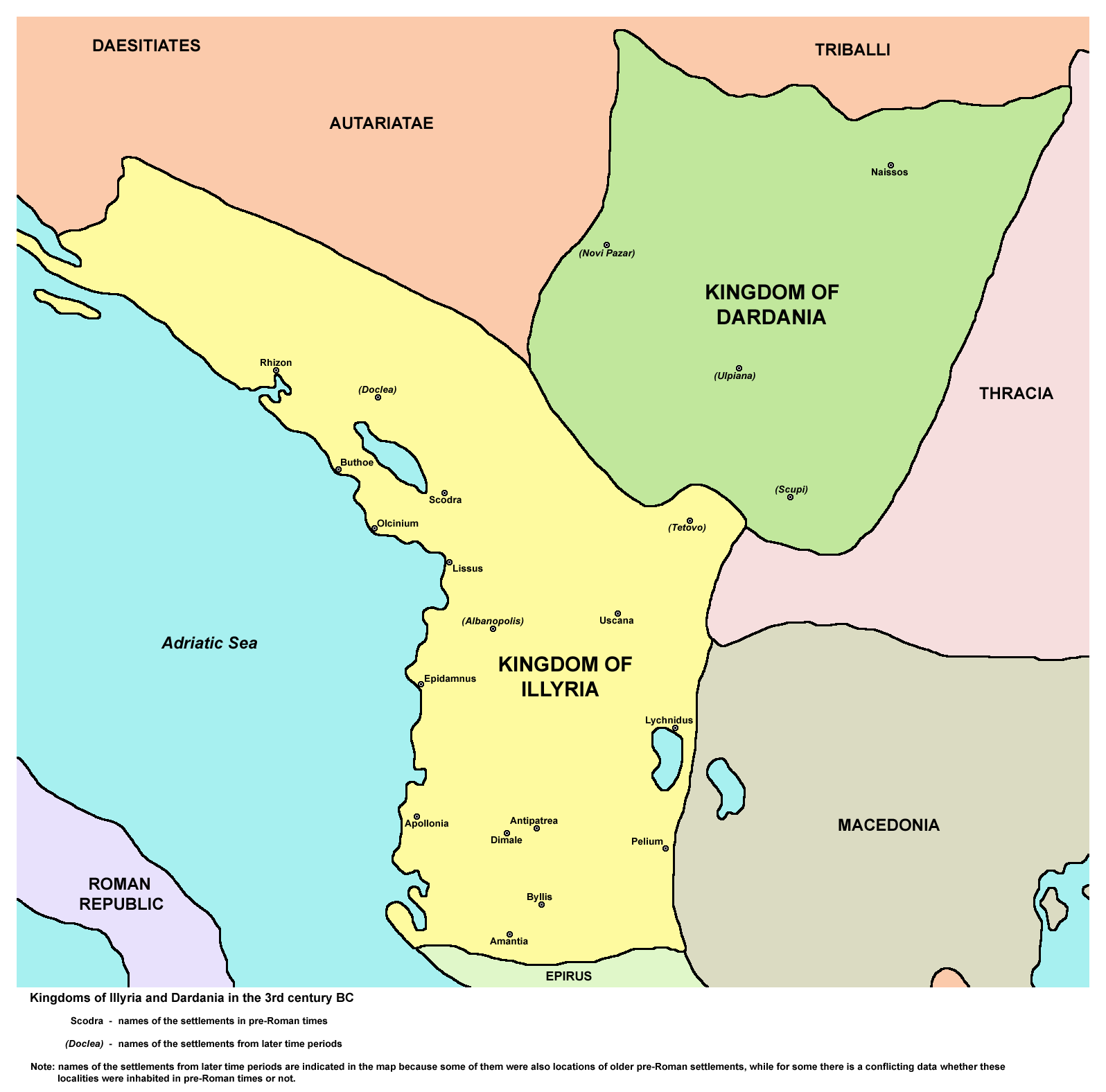
Państwa Ilirów – Iliria i Dardania w III w. p.n.e.

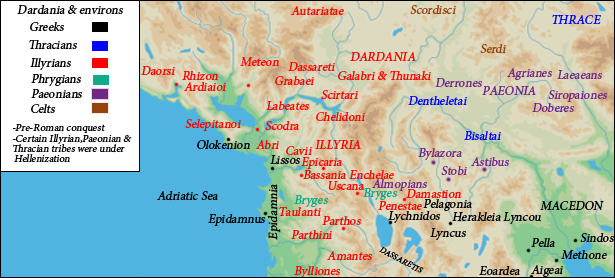
Ilirowie i ludy sąsiadujące w czasach przedrzymskich

Ilirowie – starożytny lud indoeuropejski zamieszkujący u schyłku epoki brązu i we wczesnej epoce żelaza (głównie w okresie halsztackim) tereny między wschodnim wybrzeżem Morza Adriatyckiego a środkowym Dunajem oraz obszary wschodnich Alp oraz Apulię na Półwyspie Apeninskim.

## Historia
Istnieją hipotezy iż to wędrówka Ilirów wyruszających z pierwotnych siedzib nad Dunajem i atakujących Epirotów spowodowała ich przemieszczenie się do Epiru, a w konsekwencji m.in. wdarcie się ówcześnie północno-zachodnio-greckiego ludu Dorów na obszar Hellady ok. 1200 p.n.e. Początki genezy prailiryjskiej są wiązane czasami z częścią kultur mogiłowych, pewniejsze związki mają jednak już z kulturami wschodniohalsztackimi.
Od V wieku p.n.e. organizowali liczne małe państwa plemienne (m.in. Dardanowie, Autariaci, Dalmatowie, Liburnowie), na czele których stali książęta.
Na przełomie IV i III wieku p.n.e. nastąpiła ekspansja Celtów na Bałkany. Tereny Ilirów zostały złupione w 280-279 roku p.n.e. przez Celtów pod wodzą Brennusa. 
W II wieku ilyryjskie plemię Dardanów stało się celem ataku celtyckich Skordysków występujących w sojuszu z królem Macedonii Filipem V. 
Na przełomie II i I wieku p.n.e. zostali podbici przez Rzymian i włączeni w skład prowincji Iliria. W przekazach z tamtego okresu zachowały się świadectwa, że byli oni sprawnymi najemnikami, służącymi zarówno w armii rzymskiej, jak i w armiach greckich.
Istnieją teorie, że od VI wieku n.e. obszary Ilirów zasiedlała ludność słowiańska. Do połowy VII wieku odnotowuje się obecność słowiańskich plemion – na terenach iliryjskich osiedli Narentanie oraz plemiona serbskie, Dukljanie, Konawlanie, Trawunianie, Zahumlanie.
Potomkami niezromanizowanych Ilirów są najprawdopodobniej współcześni Albańczycy. Potomkami Ilirów (i Traków) zromanizowanych prawdopodobnie są Wołosi.

## Sztuka

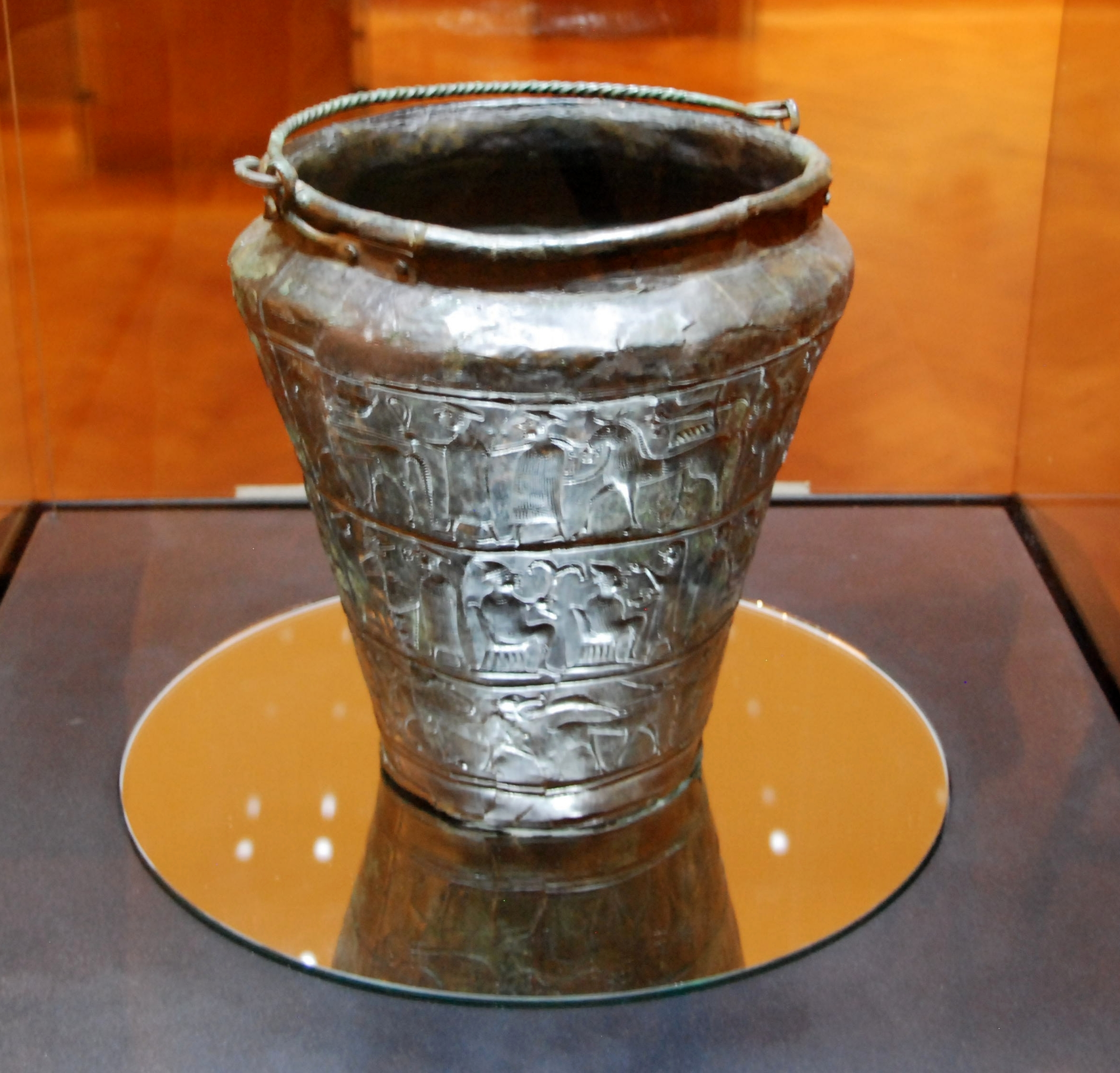
Situla z Vače (ok.500-400 p.n.e.)

Kształtowała się na terenie na północ i wschód od Adriatyku od końca II tys. p.n.e. będąc pod wpływem sztuki mykeńskiej, następnie wpływy etruskie i z obszaru Siedmiogrodu. Od VIII-VII w. dominują wpływy halsztackie, jednak ze znaczącymi wpływami greckich kolonii na terenie gł. dzisiejszej Albanii. W okresie VI-V w. występuje styl situl, następnie wpływy celtyckie i od III-I w. p.n.e. romanizacja. Od VI w. p.n.e. budowano wielkie kurhany, pochówki wyposażano w liczne przedmioty luksusowe. Świątynie zdobione kamiennymi rzeźbami, występują wózki kultowe. Różnokształtna ceramika i wyroby metalowe z ornamentyką głównie geometryczną i przedstawieniami figuralnymi. Liczne figurki zwierząt i ludzi, obfitość bogato zdobionych wyrobów metalowych: broni, okuć, naczyń, ozdób, zapinek, a nawet masek. Również wyrabiano szklane paciorki, czasami też szklane naczynia.